# Vladimir Aleksandrovič Sudec
Vladimir Aleksandrovič Sudec' (in russo Владимир Александрович Судец?; Nižnedneprovsk, 23 ottobre 1904, 10 ottobre del calendario giuliano – Mosca, 6 maggio 1981) è stato un generale sovietico durante la seconda guerra mondiale che comandò la 17ª armata aerea e divenne Maresciallo dell'Aviazione dopo la fine della guerra.

## Biografia
Sudec nacque in una famiglia della classe operaia nel villaggio di Nižnedneprovsk, allora nel Governatorato di Ekaterinoslav, ora parte della città di Dnipro in Ucraina. Nel 1924 si iscrisse al Partito Comunista dell'Unione Sovietica, e nell'anno successivo nel mese di settembre entrò nell'Armata Rossa Nel 1927 si laureò in una scuola tecnica della forza aerea, e nel 1929 in una scuola per piloti. Servì in seguito nel distretto militare di Kiev. Dal 1933 al 1937 servì in Mongolia, e prese parte alle Guerre di confine sovietico-giapponesi. Partecipò anche alla Guerra d'inverno dal febbraio al marzo del 1940 come vice-comandante della 27ª Brigata di bombardieri pesanti. Nel novembre del 1940 prese il comando del 4º corpo aereo di lungo raggio, comandandolo anche fino all'inizio dell'Operazione Barbarossa nel 1941.
Nel ottobre del 1941, divenne comandante della forza aerea nel distretto militare del Volga, che comandò fino al giugno del 1942. Dal settembre del 1942 al marzo del 1943, comandò il 1º corpo bombardieri. Nel marzo del 1943, prese il comando della 17ª armata aerea, che comandò fino alla fine della Seconda guerra mondiale. La 17ª armata aerea prese parte alla Battaglia di Kursk, all'Offensiva del Dnepr e dei Carpazi, all'Offensiva Iași-Chișinău e all'Offensiva di Praga. Il 28 aprile del 1945, fu decorato con il titolo di Eroe dell'Unione Sovietica e con l'Ordine di Lenin. Dal 1946 al 1949 servì sia come capo dello staff e vice-comandante in capo dell'Aeronautica militare sovietica. L'11 marzo 1955 fu promosso a Maresciallo comandante di aviazione. Dal 1955 al 1962 fu comandante dell'aviazione di lungo raggio nucleare, e dal 1962 al 1966 fu comandante in capo della difesa aerea dell'Unione Sovietica e vice-ministro della difesa.
Morì a Mosca il 6 maggio del 1981 e venne sepolto nel Cimitero di Novodevičij.